# Bartlett's Childers
Bartlett Childers (initialement connu sous le nom de Young Childers ou de Bleeding Childers ; né en 1716) est un important étalon Pur-sang du XVIIIe siècle.

## Histoire
Bartlett Childers est né en 1716. Élevé par Leonard Childers, il est un fils de Darley Arabian et Betty Leedes. Il est le frère de l'invaincu Flying Childers, mais n'a jamais été formé à courir. Il a longtemps été théorisé que Betty Leedes a seulement donné le poulain Flying Childers, et un autre qui est mort jeune, mais il est maintenant fermement admis qu'elle a fait donné un autre poulain par Darley Arabian, Bartlett Childers. Il était connu sous le nom de "Bleeding Childers" (Hémorragie Childers) en raison de ses fréquents saignements de nez. Il a été vendu par M. Bartlett de Nuttle Court, près de Masham, dans le Yorkshire.

## Origines
Bartlett Childers est consanguin à 3x4 sur Spanker. Cela signifie que l'étalon apparaît une fois dans la troisième génération, et une fois dans la quatrième génération de l'arbre généalogique. Il est également 4x4 consanguin de l'Old Morocco Mare.

## Descendance
Bartlett Childers vivait dans Masham, dans le Yorkshire. Par le biais de son succès comme étalon, il a démontré aux éleveurs que des chevaux qui n'ont pas couru sont capables de donner des bons de chevaux de course. Il est devenu Tête de liste des étalons en 1742. Sa progéniture inclus Smales's Childers, Grey Childers, Squirt, la Coughing Polly et Hartley's Little Mare. Squirt était le père de Marske et Syphon. Hartley's Little Mare a été la mère d'un certain nombre de chevaux connus dont Blank (qui est également devenu un champion étalon) et de Shakespear. Marske engendré le cheval de course invaincu Eclipse. Grâce à Eclipse, il est la lignée dominante du Pur-sang de nos jours